# Higgins (cràter)
Higgins és un cràter d'impacte en el planeta Venus de 40 km de diàmetre. Porta el nom de Marguerite Higgins (1920-1966), periodista estatunidenca, i el seu nom va ser aprovat per la Unió Astronòmica Internacional el 1994.